# Wald im Pinzgau
Wald im Pinzgau ist eine österreichische Gemeinde mit 1139 Einwohnern (Stand 1. Jänner 2024) im Bezirk Zell am See (Pinzgau) im Land Salzburg. Die Gemeinde gehört zum Nationalpark Hohe Tauern.

## Hauptort der Gemeinde
Hauptort der Gemeinde ist das Dorf Wald im Pinzgau, mit etwa 370 Einwohnern. Er liegt am Südfuß des Gernkogels der Kitzbüheler Alpen, oberhalb des nördlichen Salzachufers.
Zur Ortschaft Wald gehören auch die Einöden Kreidl, Großwiesen, Kleinwiesen, und Schößer – letztere drei am Südufer der Salzach – und die Waldgebiete des Tal-Nordhangs um Weißer Palfen und der Wieserwald, gegen den Rabenkopf als Südgrenze, der mit 1958 m ü. A. auch der höchste Punkt des Ortsgebiets ist.

Zur Katastralgemeinde Wald gehören außerdem auch die benachbarten Ortschaften Lahn und Vorderwaldberg.
In Wald zweigt die Alte Gerlosstraße (heutige B 165) von der Hauptstraße ab, die von Mittersill und Krimml über die neuere Gerlos Alpenstraße und Gerlospass in das Tiroler Zillertal führt.
Der Ort hat mit der Haltestelle Wald im Pinzgau der Pinzgauer Lokalbahn einen Bahnanschluss, der Postbus der Linie 670 Zell am See – Krimml hält in Wald/Pzg Ortsmitte.
Nachbarortschaften:
|              | Vorderwaldberg                              |                            |
| Lahn         | Kompassrose, die auf Nachbargemeinden zeigt | Rosental (Gem. Neukirchen) |
| Vorderkrimml | ∗                                           | Sulzau (Gem. Neukirchen)   |

∗ im Süden grenzt Waldgebiet an, das zur Ortschaft Oberkrimml, Gemeinde Krimml gerechnet wird

## Geografie
Das Ortszentrum von Wald im Pinzgau liegt auf einer Seehöhe von 885 Metern. Nachdem heute allgemein der Salzachgeier (und nicht das Krimmler Kees) als Ursprung der Salzach betrachtet wird, bildet die Gemeinde den Talschluss der Salzach, von oberhalb der Einmündung des Obersulzbachtals bis an die Salzachquelle am Salzachgeier. Mit der Pinzgauer Höhe am Gerlospass grenzt Wald im Westen an die Gemeinde Gerlos im Bezirk Schwaz, sowie im Norden in den Kitzbüheler Alpen gegen die Täler Langer Grund und Kutzergrund an die Gemeinde Hopfgarten und gegen Windau an die Gemeinde Westendorf im Bezirk Kitzbühel. Die Kitzbüheler Alpen gehören zu den Schieferalpen (Grasberge) und sind meist flachgratige Kuppen, die in Wald aber ausgeprägte Gipfelformen zeigen. Im Osten bildet der Trattenbach die markanteste Grenze zur Gemeinde Neukirchen am Großvenediger. Gegen Süden liegen die mächtigen Hohen Tauern.
Bei Wald mündet auch die Krimmler Ache in die Salzach. Lange Zeit verortete man allerdings den Ursprung der Salzach nicht am Salzachgeier, sondern am Krimmler Kees, wodurch die Krimmler Ache als oberster Flusslauf der Salzach begriffen wurde. Erst der Salzburger Pädagoge und Aufklärer Franz Michael Viertaler bestimmte 1796 den Ursprung in der Nordwestecke des Oberpinzgaus und somit in Wald im Pinzgau.

### Gemeindegliederung
Das Gemeindegebiet umfasst folgende sechs Ortschaften (in Klammern Einwohnerzahl Stand 1. Jänner 2024):
- Hinterwaldberg (48)
- Königsleiten (117)
- Lahn (267)
- Vorderkrimml (280)
- Vorderwaldberg (75)
- Wald (352)

Die beiden Katastralgemeinden sind Hinterwaldberg mit 4.234,87 ha und Wald mit 2.688,97 ha, so dass das Gemeindegebiet 69,24 km² umfasst.
Die Gemeindegrenzen von Wald werden (von Norden im Uhrzeigersinn) beschrieben:

„Der Trattenbach, Scheffaubrücke [868 m], Geistergraben, Rabenkopf [1958 m], Ahkogel [2021 m], herab durch den Bräuergraben, Bräuerbrücke [Vorderkrimml Bhf. Krimml, 911 m], Falkenstein [Ghs. 1961 m], Nößlingerwand [1519 m], Hechenbachl, Pinzgauer Höhe [Gerlospass, 1507 m], Hollenzer Bachl, Königsleitenspitze [2315 m], Salzachgeier [2469 m], Schwebenkopf [2354 m], Marchkirchl [Salzachjoch, 1983 m], Tristkopf [2359 m], Kröndl [2444 m], Filzenscharte [1686 m], Trattenbach.“

Der Salzachgeier, der markante Berg des Salzachursprungs, ist damit der höchste Punkt des Gemeindegebiets, die Scheffaubrücke über die Salzach bei der Haltestelle Wald, die über den Ortsteil Großwiesen die alte Verbindung nach Scheffau im Ortsteil Sulzau (Gemeinde Neukirchen) darstellt, am Ausgang des Sulzbachtals, darstellt, der tiefste.
Als Teil des Staatsbürgerschafts- und Standesamtsverbands Neukirchen am Großvenediger befinden sich die für Wald im Pinzgau zuständige Staatsbürgerschaftsevidenz sowie das Standesamt in Neukirchen am Großvenediger.
Wald im Pinzgau war bis 2002 Teil des Gerichtsbezirks Mittersill und gehört seit 2003 zum Gerichtsbezirk Zell am See.
Gemeinsam mit acht anderen Oberpinzgauer Gemeinden bildet Wald im Pinzgau den Regionalverband Oberpinzgau.
Die Gemeinde ist, gemeinsam mit den anderen Oberpinzgauer Gemeinden zwischen Krimml und Hollersbach, Teil des Reinhalteverbandes Oberpinzgau West, welcher die Infrastruktur betreffend Kanalisation und ordnungsgemäßer Entsorgung der Abwässer aus der Region verantwortet.

### Nachbargemeinden
| Hopfgarten im Brixental (Bez. Kitzbühel, Tirol) | Westendorf (Bez. Kitzbühel, Tirol)          |                             |
| Gerlos (Bez. Schwaz, Tirol)                     | Kompassrose, die auf Nachbargemeinden zeigt | Neukirchen am Großvenediger |
|                                                 | Krimml                                      |                             |

## Geschichte

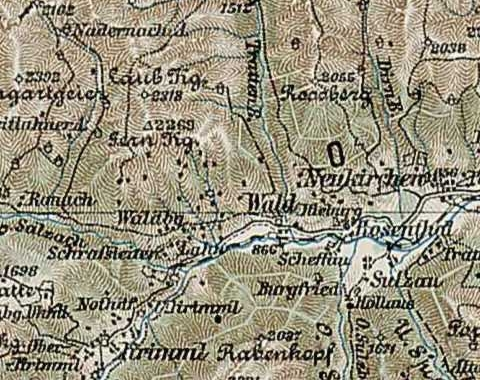
„Wald“. Franzisco-Josephinische Landesaufnahme, Blatt 30–47 Bruneck, um 1900

1160 wurde Wald erstmals erwähnt. Der namensgebende Wald nimmt etwa ein Drittel der Gemeindefläche ein und erstreckt sich auch in die Nordhänge der Venedigergruppe, die hier steil ins Salzachtal abfallen.
Bis zum Bau der Gerlos Alpenstraße in Krimml war die von Mittersill über Wald auf die Pinzgauer Höhe führende Gerlos Straße die zentrale Verbindungsstraße vom Oberpinzgau ins Tiroler Zillertal.

## Politik

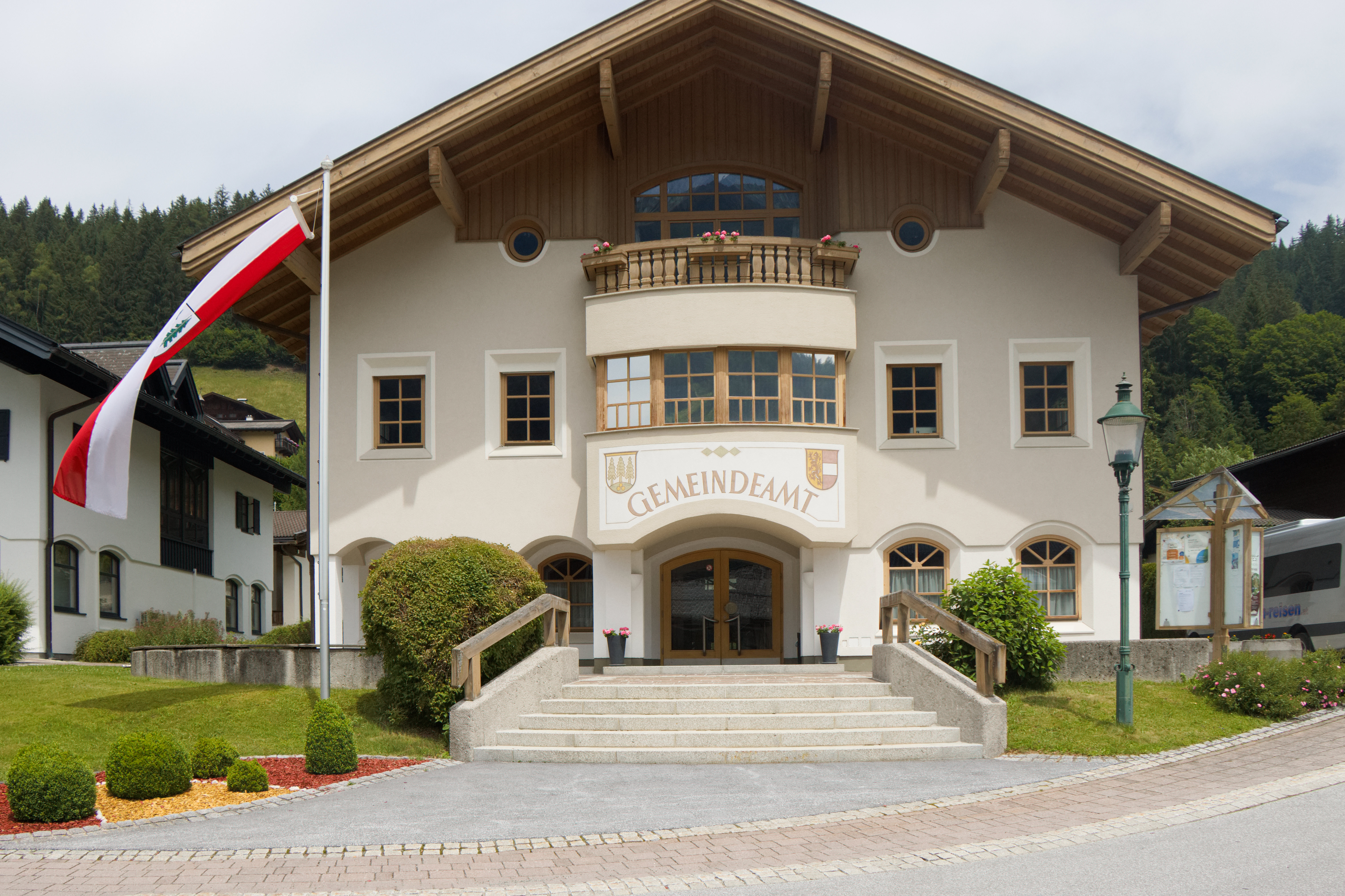
Gemeindeamt

### Gemeinderat
| Gemeinderatswahl 2024Wahlbeteiligung: 75,3 % 706050403020100 63,1 % (−1,2 %p)21,8 % (+12,5 %p)15,1 % (−11,3 %p) ÖVPFPÖSPÖ20192024 |

Die Gemeindevertretung hat insgesamt 13 Mitglieder.
- Mit den Gemeindevertretungs- und Bürgermeisterwahlen in Salzburg 2004 hatte die Gemeindevertretung folgende Verteilung: 8 ÖVP, und 5 SPÖ.
- Mit den Gemeindevertretungs- und Bürgermeisterwahlen in Salzburg 2009 hatte die Gemeindevertretung folgende Verteilung: 7 ÖVP, und 6 SPÖ.[7]
- Mit den Gemeindevertretungs- und Bürgermeisterwahlen in Salzburg 2014 hatte die Gemeindevertretung folgende Verteilung: 9 ÖVP, 2 SPÖ, und 2 FPÖ.[8]
- Mit den Gemeindevertretungs- und Bürgermeisterwahlen in Salzburg 2019 hatte die Gemeindevertretung folgende Verteilung: 9 ÖVP, 3 SPÖ, und 1 FPÖ.[9]
- Mit den Gemeindevertretungs- und Bürgermeisterwahlen in Salzburg 2024 hat die Gemeindevertretung folgende Verteilung: 8 ÖVP, 3 FPÖ und 2 SPÖ.[10]

### Bürgermeister
- 1966–1993 Johann Eberharter (ÖVP)[11]
- 1994–2013 Balthasar Rainer (ÖVP)[12]
- seit 2013 Michael Obermoser (ÖVP)[13]

### Wappen
Das Wappen der Gemeinde ist beschrieben:
„In silbernem Schild drei grüne Fichten auf grünem Hügel, der in der Mitte mit drei goldenen Kugeln belegt ist.“
Die Fichten deuten auf den Ortsnamen hin (redend). Die drei goldenen Kugeln sind das Attribut des Kirchenpatrons St. Nikolaus von Myra.

## Kultur und Sehenswürdigkeiten

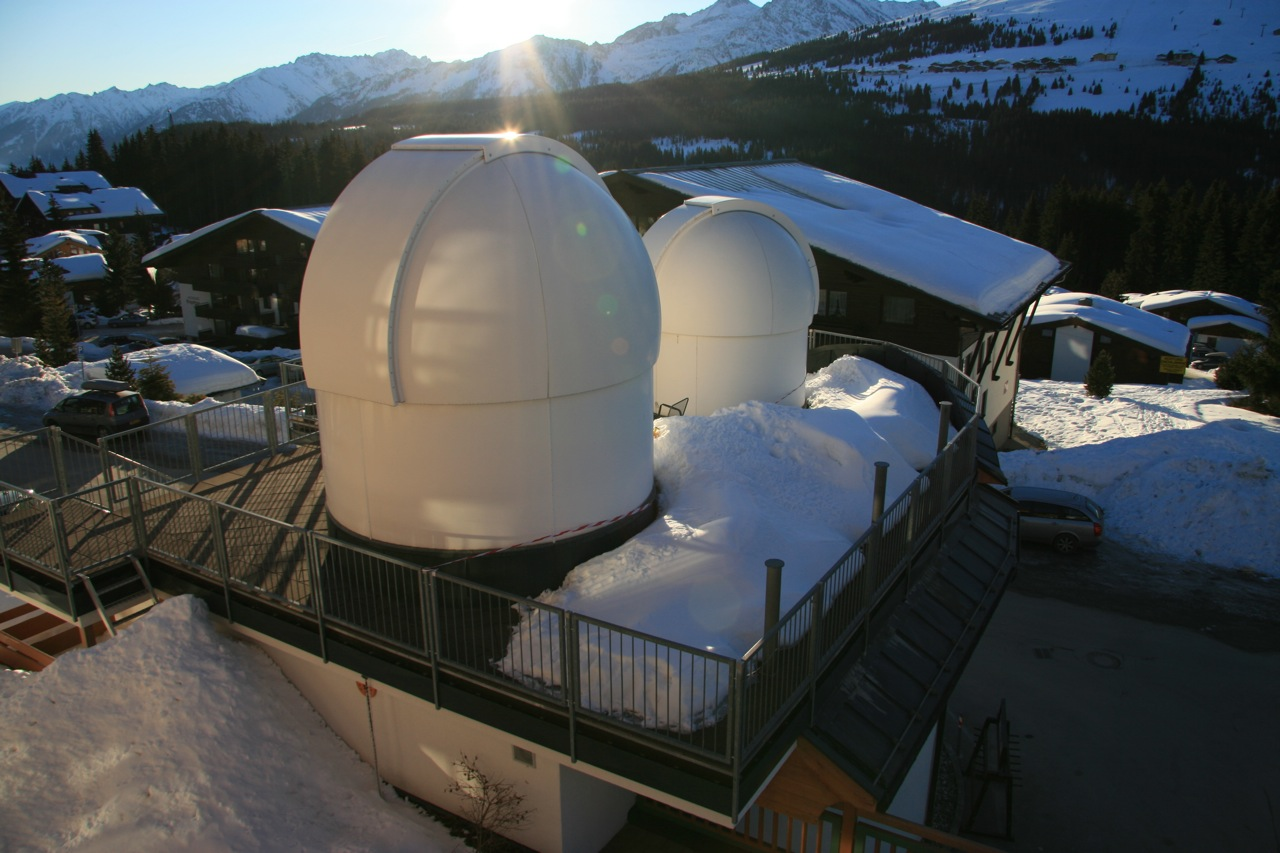
Planetarium Königsleiten

- Katholische Pfarrkirche Wald im Pinzgau hl. Nikolaus
- Sixtuskapelle am Sonnberg in Vorderwaldberg
- Augentrostkapelle (unterhalb der Sixtuskapelle)

Museen, Lehrpfad
- Mineralienmuseum[14]
- Fluorit-Schaustollen (Vorderkrimmler Flussspat) und Kalkofen am Schloßberg, Ortschaft Vorderkrimml
- Zeiss-Planetarium im Almdorf Königsleiten (dauerhaft geschlossen)
- Planetenwanderweg (Lehrpfad) ebenda

## Wirtschaft und Infrastruktur

### Tourismus
Wald im Pinzgau ist Mitglied der Zillertal-Arena. Mit 1600 Meter Seehöhe ist es darin das höchstgelegene Feriendorf und hat Anteil am Nationalpark Hohe Tauern. Die Anzahl der Übernachtungen stieg von 381.000 im Jahr 2011 auf 457.000 im Jahr 2019 und ging im COVID-Jahr 2020 auf 360.000 zurück. Die Region hat zwei Saisonen, wobei die Wintersaison stärker ausgeprägt ist.

### Verkehr
Die wichtigste Straßenverbindung ist die Gerlos Straße B165.

### Bildung
Die Gemeinde Wald betreibt einen Gemeindekindergarten und verfügt über eine Volksschule.

### Sport
- Skigebiet Almdorf Königsleiten, Teil der Zillertal Arena
- Fun Park beim Sportplatz in Wald im Pinzgau
- Kristallbad Wald im Pinzgau

## Persönlichkeiten
Ehrenbürger der Gemeinde
- Karl Eger (* 1870; † 1956), 1913 bis 1922 Pfarrer in Wald[18]